# Lilja Sigurðardóttir
Lilja Sigurðardóttir (* 1972 in Akranes) ist eine isländische Autorin von Kriminalromanen. Sie wuchs in
Mexiko, Spanien und Island auf. Bevor sie mit ihrer Reykjavík-Krimi-Trilogie bekannt wurde, hatte sie bereits mehrere Auszeichnungen für ihre Theaterstücke erhalten. Für ihr Theaterstück Stóru Börnin (Big Babies) erhielt sie 2014 den isländischen Theaterpreis Gríman („Die Maske“) in der Kategorie „Bestes Stück des Jahres“.

## Werke in deutscher Übersetzung
- Zwölf Schritte. Aus dem Isländischen von Ursula Giger und Angela Schamberger. Rowohlt-Taschenbuch-Verlag, Reinbek bei Hamburg, 2011, ISBN 978-3-499-25658-5.

### Island-Trilogie
- Das Netz. Ein Reykjavík-Krimi. Aus dem Isländischen übersetzt von Anika Wolff, DuMont-Buchverlag, Köln 2020, ISBN 978-3-8321-6519-2.
- Die Schlinge. Ein Reykjavík-Krimi. Aus dem Isländischen übersetzt von Tina Flecken, DuMont-Buchverlag, Köln 2020, ISBN 978-3-8321-6520-8.
- Der Käfig. Ein Reykjavík-Krimi. Aus dem Isländischen übersetzt von Anika Wolff, DuMont-Buchverlag, Köln 2021, ISBN 978-3-8321-6542-0.

### Reihe Ermittlerin Áróra Jónsdóttir
- Höllenkalt. Ein Island-Krimi. Aus dem Isländischen übersetzt von Betty Wahl, DuMont-Buchverlag, Köln 2023, ISBN 978-3-8321-6689-2.
- Blutrot. Ein Island-Krimi. Aus dem Isländischen übersetzt von Tina Flecken, DuMont-Buchverlag, Köln 2024, ISBN 978-3-8321-6690-8.
- Schneeweiß. Ein Island-Krimi. Aus dem Isländischen übersetzt von Annika Wolff, DuMont-Buchverlag, Köln 2024, ISBN 978-3-8321-6691-5.